# Emanuel von Schöning
Emanuel von Schöning (né en novembre 1690 à Stargard et mort le 16 mai 1757 à Prague) est un général de division prussien, chef du 46e régiment d'infanterie et capitaine officiel à Köslin.

## Biographie

### Famille
Emanuel von Schöning est considéré comme un membre de l'ancienne famille von Schöning de Poméranie-Nouvelle-Marche. Mais le nom de son père n'est pas connu; l'histoire familiale ne peut donc l'attribuer à aucune des lignées de la famille von Schöning.
Son père est mort six mois après sa naissance. C'est pourquoi il est confié à son frère aîné, qui aurait été à l'époque conseiller financier privé, mais dont l'identité n'est pas non plus révélée.

### Carrière militaire
En 1705, Schöning devient cadet du drapeau dans le 3e régiment d'infanterie (de) "Alt-Anhalt". Avec la Guerre de Succession d'Espagne, il arrive dans les États italiens et participe aux batailles de Cassano et de Turin. En 1707, il arrive dans le Brabant. En 1709, il se retrouva au siège de Dornick, à la bataille de Malplaquet et au siège de Mons. En 1710, Schöning combat au siège de Douai et d'Aire. En 1713, il est transféré au 17e régiment d'infanterie "Grumbkow" comme enseigne. Le 9 février 1715, il devient sous-lieutenant et participe à la campagne de Poméranie (de) de 1715/1716. Il y participe au siège de Stralsund et au débarquement sur Rügen. Le 13 avril 1720, il devient premier lieutenant, le 20 septembre 1727 capitaine d'état-major, le 5 mai 1732 capitaine et en 1738 major.
Pendant la première guerre de Silésie, il entre en Silésie avec le 17e régiment sous les ordres de la Motte. Il se distingue lors de la bataille de Chotusitz et est promu lieutenant-colonel sur le champ de bataille par brevet du 19 mai 1740.
En 1744, Schöning reçoit le commandement d'un bataillon de grenadiers composé de compagnies de grenadiers des régiments "la Motte" et "Anhalt-Zerbst". Il se tient avec le bataillon devant Prague et combat sur l'aile droite à Hohenfriedberg. Le 31 juillet 1745, il est promu colonel. Schöning combat également avec lui lors de la bataille de Prague. Lorsque le roi s'avance en Bohême, le bataillon forme l'arrière-garde. Il rejoint ensuite l'armée du prince Léopold d'Anhalt-Dessau. Lors de la bataille de Kesselsdorf, il se trouve sur l'aile gauche. Là, il attaque le régiment saxon "von Cosel" à Brennerich et le chasse du poste. Schöning est blessé à cette occasion et sa tunique est percée quatorze fois. Depuis, il célèbre cette journée chaque année et lorsqu'il se marie le 16 février 1746, il porte également cette tunique. En octobre 1748, le roi le transfère comme commandant au 12e régiment d'infanterie von Kleist. De plus, le roi le fait venir plusieurs fois à Potsdam. À partir d'août 1748, il reçoit une pension de 150 thalers, qui est portée à 1000 thalers en 1753. Il devient également gouverneur de Köslin, et sa veuve reçoit également cette pension par la suite.
Le 15 septembre 1753, Schöning est promu général de division. Lorsque la guerre de Sept Ans éclate, il reçoit le commandement du régiment "Pfuel (de)". Le 19 novembre, il est nommé chef de régiment. Il combat le 21 avril 1757 lors de la bataille de Reichenbach,. Peu après, Schöning tombe à cheval et se casse le pied. Il reste néanmoins dans son régiment et le dirige également lors de la bataille de Prague. Il y est à nouveau blessé au pied. Schöning est envoyé à l'hôpital du couvent Sainte-Marguerite, où les médecins doivent lui amputer le pied. Il meurt des suites de l'amputation le 16 mai 1757 et est enterré aux côtés du général Bernhard Asmus von Zastrow (de) dans le caveau de l'église de la ville saxonne de Gottleuba.

### Mariage et progéniture
En 1746, Schöning se marie avec Auguste Christiane von Oldenburg (1731-1791), une fille du général de division Georg Friedrich von Oldenburg (de). Il a une fille et trois fils avec elle. Le fils Carl Heinrich von Schöning (1750-1824) devient l'administrateur prussien de l'arrondissement de Lebus (de) dans la Marche-Électorale